# Рассоловка
Рассоловка — река в Московской и Владимирской областях России, левый приток Дубны.
Протекает по территории Сергиево-городского округа и Александровского района. Берёт начало в 2 км восточнее города Краснозаводска, впадает в Дубну в 144 км от её устья, в 3 км к северо-востоку от села Муханово. Длина реки составляет 16 км (по другим данным — 18 км), площадь водосборного бассейна — 57,3 км².
По данным Государственного водного реестра России, относится к Верхневолжскому бассейновому округу. Речной бассейн — (Верхняя) Волга до Куйбышевского водохранилища (без бассейна Оки), речной подбассейн — бассейны притоков (Верхней) Волги до Рыбинского водохранилища, водохозяйственный участок — Волга от Иваньковского гидроузла до Угличского гидроузла (Угличское водохранилище).